# Tarquinio Galluzzi
Pour les articles homonymes, voir Galluzzi.
 (avril 2024).
La mise en forme du texte ne suit pas les recommandations de Wikipédia : il faut le « wikifier ».
Les points d'amélioration suivants sont les cas les plus fréquents :
- Les titres sont pré-formatés par le logiciel. Ils ne sont ni en capitales, ni en gras.
- Le texte ne doit pas être écrit en capitales (les noms de famille non plus), ni en gras, ni en italique, ni en « petit »…
- Le gras n'est utilisé que pour surligner le titre de l'article dans l'introduction, une seule fois.
- L'italique est rarement utilisé : mots en langue étrangère, titres d'œuvres, noms de bateaux, etc.
- Les citations ne sont pas en italique mais en corps de texte normal. Elles sont entourées par des guillemets français : « et ».
- Les listes à puces sont à éviter, des paragraphes rédigés étant largement préférés. Les tableaux sont à réserver à la présentation de données structurées (résultats, etc.).
- Les appels de note de bas de page (petits chiffres en exposant, introduits par l'outil «  Source ») sont à placer entre la fin de phrase et le point final[comme ça].
- Les liens internes (vers d'autres articles de Wikipédia) sont à choisir avec parcimonie. Créez des liens vers des articles approfondissant le sujet. Les termes génériques sans rapport avec le sujet sont à éviter, ainsi que les répétitions de liens vers un même terme.
- Les liens externes sont à placer uniquement dans une section « Liens externes », à la fin de l'article. Ces liens sont à choisir avec parcimonie suivant les règles définies. Si un lien sert de source à l'article, son insertion dans le texte est à faire par les notes de bas de page.
- La présentation des références doit suivre les conventions bibliographiques. Il est recommandé d'utiliser les modèles {{Ouvrage}}, {{Chapitre}}, {{Article}}, {{Lien web}} et/ou {{Bibliographie}}. Le mode d'édition visuel peut mettre en forme automatiquement les références.
- Insérer une infobox (cadre d'informations à droite) n'est pas obligatoire pour parachever la mise en page.

Pour une aide détaillée, merci de consulter Aide:Wikification.
Si vous pensez que ces points ont été résolus, vous pouvez retirer ce bandeau et améliorer la mise en forme d'un autre article.
Tarquinio Galluzzi, né en 1574 à Montebuono et mort à Rome le 28 juillet 1649, est un rhéteur et érudit italien.

## Biographie
Né à Montebuono, dans la Sabine, en 1574, Galluzzi fut admis dans la Compagnie de Jésus à l’âge de seize ans, et se fit bientôt une réputation assez étendue par son talent oratoire. Il enseigna la rhétorique dans le collège romain pendant dix ans et la philosophie morale pendant quatre ans, avec un grand concours d’auditeurs. Les deux volumes in-folio de son commentaire sur l’Éthique à Nicomaque d'Aristote, dédiés au pape Urbain VIII, furent édités à Paris en 1645, chez le libraire royal Sébastien Cramoisy. Galluzzi publie en 1633 la Rinovazione dell'antica tragedia, bien connue en France ; pour lui, la tragédie athénienne était à l'origine une apologie du régime « républicain » ; il explique l'importance accordée par Aristote à la crainte et à la pitié par sa condition de courtisan de la monarchie macédonienne. La tragédie chrétienne doit s'éloigner des préceptes d'Aristote et revenir à l'ancien modèle proposé. Nommé recteur du Collège pontifical grec de Rome, il en remplit les fonctions pendant dix-huit ans, et mourut le 28 juillet 1649, à 75 ans.

## Œuvres
De tous les discours de Galluzzi, celui qui eut le plus de succès fut son Éloge funèbre du cardinal Bellarmin. Jean-Louis Guez de Balzac, qui lui avait entendu réciter cette pièce, dit « que la dignité de ses gestes, la grâce de sa prononciation, et l’éloquence de tout son corps, qui accompagnait celle de sa bouche, le transporta en esprit dans l’ancienne république. » On a encore de Galluzzi :
- Carminum libri tres, Rome, 1611, in-12 ; nouvelle édition augmentée, ibid., 1616, in-12 ; une partie des pièces qui composent ce recueil a été insérée dans le Parnassus societatis, Francfort, 1654.
- Orationes, Rome, 1617, 2 tomes in-12 ; Cologne, 1618, in-12 ; Paris, 1619. Ces différentes éditions ne contiennent ni l’Éloge funèbre de Bellarmin, ni les Sermons sur la passion et la mort de Jésus-Christ, qu’il prononça en présence des papes Paul V et Urbain VIII ; ces pièces n’ont été imprimées que séparément ou dans des recueils d’ouvrages du même genre : l’Oraison funèbre du cardinal d’Ossat, par Galluzzi, a été traduite en français.
- Virgilianæ vindicationes et commentarii tres de tragœdia, comœdia, elegia, Rome, 1621, in-4°. « Son dessein, dit Adrien Baillet, dans cet ouvrage, a été de justifier Virgile, à quelque prix que ce fût ; parmi quelques raisonnements assez faibles il s’en trouve d’assez bons, soutenus même de beaucoup d’érudition et de plusieurs belles maximes sur l’art poétique. »[4]
- Rinovazione dell’antica tragedia e difesa del Crispo, ibid. 1633, in-4°. Cette tragédie de Crispus, dont il prend ici la défense, est l’ouvrage du P. Bernardino Stefonio, son compatriote et son ami.
- In Aristotelis libros decem moralium ad Nicomachum nova interpretatio, commentarii et quæstiones, Paris, t. 1er, 1635, et t. 2, 1645, in-fol.
- De elegia commentarivs, Commentaire sur l'élégie  (trad. Émilie-Jade Poliquin), Paris, Les Belles Lettres, coll. « Classiques de l'humanisme », 2023 (ISBN 978-2251454832). Publié initialement en 1621, ce traité théorique est consacré au genre élégiaque. L'auteur place sa réflexion sur l'élégie à l'intérieur du cadre de la poétique aristotélicienne.